# Paravilla hulli
Paravilla hulli är en tvåvingeart som beskrevs av Hall 1981. Paravilla hulli ingår i släktet Paravilla och familjen svävflugor. Inga underarter finns listade i Catalogue of Life.